# Méthone (Piérie)
Pour les articles homonymes, voir Méthone.
Méthone était une cité de Grèce antique en Piérie. Méthone est désormais un village et un ancien dème de Pýdna-Kolindrós.

## Histoire
Située sur un petit golfe du golfe Thermaïque, entre Pydna et Pella (capitale des souverains macédoniens), Méthone, alliée d'Athènes, est assiégée en -354 par le roi Philippe II de Macédoine qui y perdit un œil. Devenue macédonienne, Méthone est saccagée par les romains après la défaite de Persée de Macédoine à Pydna mais profite ensuite, sous l'Empire romain, de la proximité de la via Egnatia, la grande route transbalkanique méridionale. Une communauté cosmopolite de marchands grecs, juifs et romains y prospère.
À la fin du IVe siècle, le christianisme y est déjà bien implanté. L'empereur romain Théodose Ier institue religion d'état la variante orthodoxe de cette nouvelle foi et proscrit la variante arienne (édit de Thessalonique). Par la suite Méthone doit se relever à plusieurs reprises des pillages des invasions barbares : gothiques au IVe siècle, slaves au VIe siècle, arabes au Xe siècle, normandes au XIIe siècle et franco-vénitiennes au XIIIe siècle. À l'issue de cette dernière, le croisé Boniface Ier de Montferrat inclut Méthone dans son Royaume de Thessalonique en 1204 mais la petite cité est « libérée » (du point de vue grec) par un État grec, l'Épire, au bout de vingt ans, en 1224. À la fin du XIVe siècle et au début du XVe siècle, Grecs et Turcs ottomans se disputent la possession de la ville, qui est finalement prise par les Turcs sous Murad II.
L'archéologue Léon Heuzey qui la visite en 1876 décrit le petit village de pêcheurs et d'oléiculteurs et aussi le site antique (qui sert de carrière de pierres) sur un petit golfe proche des montagnes de l'Aliakmon. Après cinq siècles de domination turque, une nouvelle « libération » intervient en novembre 1912, durant la première guerre balkanique, lorsque la Grèce moderne s'agrandit de la Macédoine grecque.
Lors de l'occupation de la Grèce durant la Seconde Guerre mondiale, Méthone est occupée par les Allemands qui, eux aussi, saccagent la bourgade et y exécutent des otages en rétorsion contre les actions de la résistance grecque.

## Références

Méthoné antique